# Zuidoost-Duits voetbalkampioenschap 1926/27
In 1926/27 werd het zestiende voetbalkampioenschap gespeeld dat georganiseerd werd door de Zuidoost-Duitse voetbalbond. De Breslauer Sportfreunde werden kampioen en plaatste zich voor de eindronde om de Duitse landstitel. De club verloor in de eerste ronde van SpVgg Fürth. Breslauer FV Stern 06 was als vicekampioen ook geplaatst en verloor van VfB Leipzig.

## Deelnemers aan de eindronde
| Club                              | Gekwalificeerd als          |
| --------------------------------- | --------------------------- |
| SV Preußen 1923 Glatz             | Kampioen van Bergland       |
| Breslauer FV Stern 06             | Kampioen van Midden-Silezië |
| FV Brandenburg Cottbus            | Kampioen van Neder-Lausitz  |
| VfB Liegnitz                      | Kampioen van Neder-Silezië  |
| STC Görlitz                       | Kampioen van Opper-Lausitz  |
| Vorwärts-Rasensport Gleiwitz      | Kampioen van Opper-Silezië  |
| Breslauer SC 08                   | Titelverdediger             |
| Vereinigte Breslauer Sportfreunde | Vicekampioen Breslau        |

## Eindronde
| Plaats | Club                              | Wed. | W | G | V | Saldo | Ptn. |
| ------ | --------------------------------- | ---- | - | - | - | ----- | ---- |
| 1.     | Breslauer FV Stern 06             | 7    | 5 | 1 | 1 | 13:7  | 11:3 |
| 2.     | Vereinigte Breslauer Sportfreunde | 7    | 5 | 1 | 1 | 20:9  | 11:3 |
| 3.     | Breslauer SC 08                   | 7    | 4 | 1 | 2 | 25:12 | 9:5  |
| 4.     | FV Brandenburg Cottbus            | 7    | 3 | 3 | 1 | 22:16 | 9:5  |
| 5.     | Vorwärts-Rasensport Gleiwitz      | 7    | 4 | 0 | 3 | 24:13 | 8:6  |
| 6.     | VfB Liegnitz                      | 7    | 2 | 0 | 5 | 15:18 | 4:10 |
| 7.     | STC Görlitz                       | 7    | 2 | 0 | 5 | 12:23 | 4:10 |
| 8.     | SV Preußen 1923 Glatz             | 7    | 0 | 0 | 7 | 4:37  | 0:14 |

|  | Finale om de titel, beide clubs geplaatst voor de nationale eindronde |

## Finale
|            |                                   |       |                 |         |
| 1 mei 1927 | Vereinigte Breslauer Sportfreunde | 5 - 0 | Breslauer FV 06 | Breslau |
| 1 mei 1927 |                                   |       |                 | Breslau |